# 独立山駅
独立山駅（どくりつさんえき）は、台湾嘉義県竹崎郷にある阿里山森林鉄路阿里山線の駅。

## 概要
標高は743メートル。樟脳寮駅から3連螺旋式のスパイラルループ線で勾配を登った先の9号トンネルと10号トンネルの間に位置する。10号トンネルを超えるとさらに8の字型ループ線で当駅を越え、梨園寮に向かう。開業時は蒸気機関車用に給水管が備えられていた。右手に待合室、左手に駅事務所がある。

## 駅構造
2線の地上駅。上下列車がすれ違うため2列車が停車できる。木造駅舎の左側は駅事務室、右側は待合室となっている。

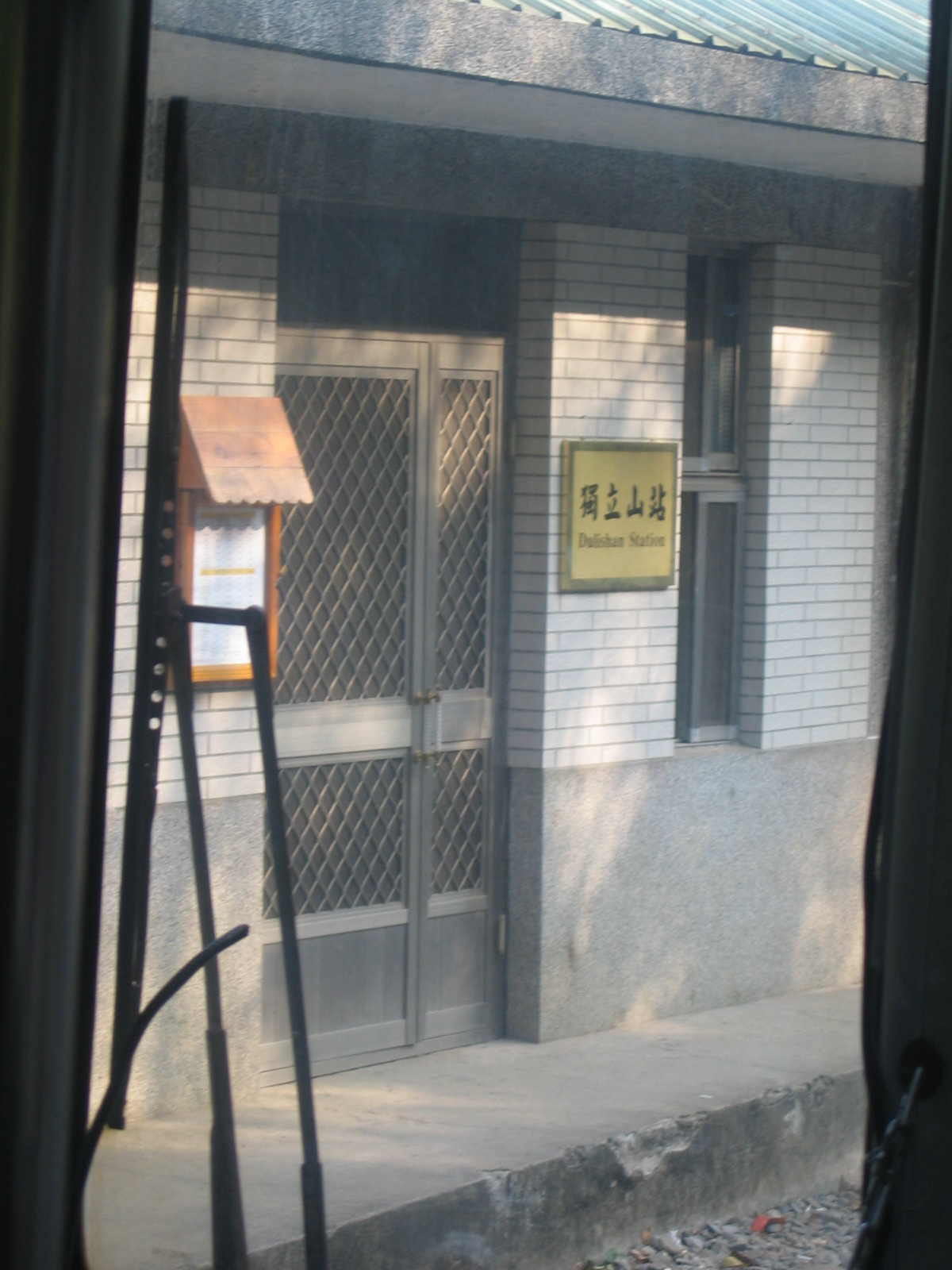
駅構内
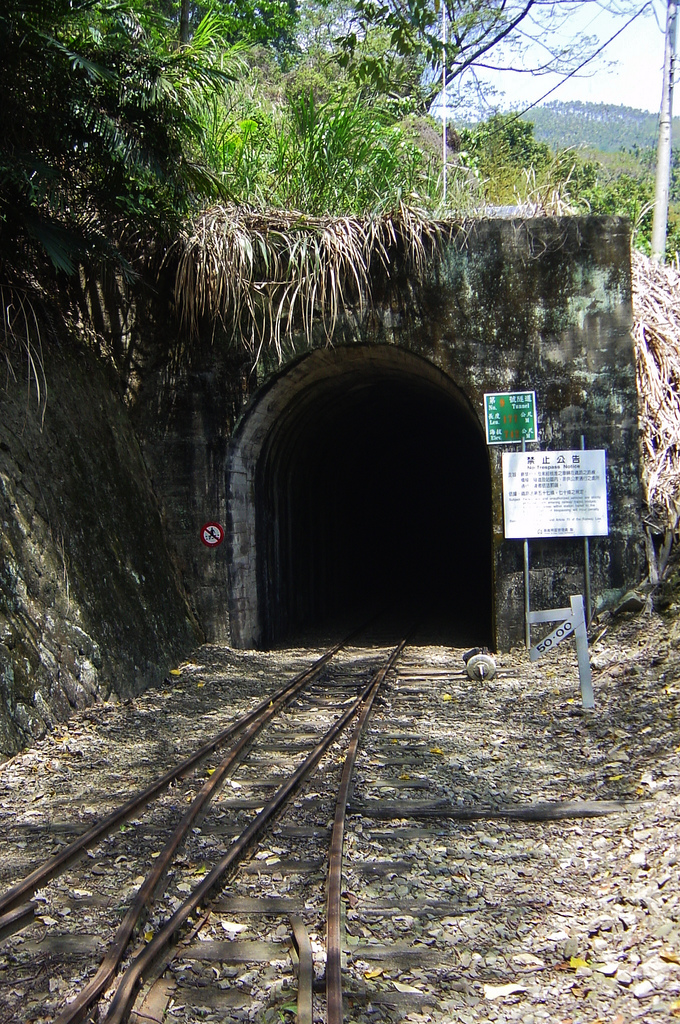
駅手前の9号トンネル

## 利用状況
阿里山号のほか、休日運行の当駅止まりの中興号が発着する。

## 駅周辺
- 独立山（中国語版）
- 独立山国家遊歩道

## 歴史
- 1912年 - 開業。

## 隣の駅
阿里山森林鉄路
■阿里山線（神木線）
樟脳寮駅  - 独立山駅 - 梨園寮駅